# هارولد إتش سيوارد
هارولد إتش سيوارد (بالإنجليزية: Harold H. Seward)‏ هو مهندس وفيزيائي ومخترع وعالم حاسوب أمريكي، ولد في 24 يوليو 1930 في روتلاند في الولايات المتحدة، وتوفي في 19 يونيو 2012 في أرلينغتون ‏ في الولايات المتحدة.